# Vlagyimir Nyikitovics Maszlacsenko
Vlagyimir Nyikitovics Maszlacsenko (oroszul: Владимир Никитович Маслаченко; ukránul: Володимир Микитович Маслаченко [Volodimir Mikitovics Maszlacsenko]; 1936. március 5. – Moszkva, 2010. november 28.) szovjet válogatott orosz-ukrán labdarúgókapus.
A szovjet válogatott tagjaként részt vett az 1958-as és az 1962-es labdarúgó-világbajnokságon, illetve az 1960-as labdarúgó-Európa-bajnokságon, ahol aranyérmet nyertek.

## Pályafutása

### Klubcsapatokban
1953 és 1956 között a Metallurg Dnyepropetrovszk csapatában játszott. 1957-ben a Lokomotyiv Moszkva kapusa lett, ahol ugyanabban az évben megnyerte a szovjet kupát. Öt év után 1962-ben a Szpartak Moszkvához igazolt, és itt bajnoki címet és további két kupagyőzelmet ünnepelhetett. 1968-ban fejezte be a labdarúgó pályafutását.

### A válogatottban
Részt vett a Franciaországban megrendezett Európa-bajnokságon, ahol a szovjet csapat tagjaként aranyérmet nyert. Mivel ekkoriban Lev Jasin volt az első számú kapu, ezért nem lépett pályára. Az 1958-as és az 1962-es labdarúgó-világbajnokságon is tagja volt a szovjet válogatottnak. Összesen 8 válogatott mérkőzést játszott a nemzeti színekben.

## Az aktív karrier után
Az 1970-es évektől újságíróként és sportkommentátorként tevékenykedett, először a rádióban, majd a televízióban, ahol az ország egyik legismertebb riportere lett. 1972–73-ban edzőként is dolgozott Csádban. 1973 és 1990 között a szovjet televízió hírműsorában szerepelt. 1996-tól pedig az orosz NTV-nél alkalmazták.
2010. december 1-jén temették el a moszkvai Vaganykovói temetőben.

## Statisztika

### A válogatottban
| Szovjetunió | Szovjetunió | Szovjetunió |
| Év          | Mérk.       | Gól         |
| ----------- | ----------- | ----------- |
| 1960        | 1           | 0           |
| 1961        | 6           | 0           |
| 1962        | 1           | 0           |
| Összesen    | 8           | 0           |

## Sikerei, díjai

### Klubcsapatokkal
Lokomotiv Moszkva
- Szovjet kupa (1): 1957

 Szpartak Moszkva
- Szovjet bajnokság (1): 1962
- Szovjet kupa (2): 1963, 1965

### A válogatottal
Szovjetunió
- Európa-bajnokság (1): 1960